# 康泰時N Digital
康泰時 N Digital是一部由京瓷生产的康泰时品牌135 全画幅数码单镜头反光照相机，2000發表、2002年春季上市。
这是康泰时 N系列的第三款机型，同时也是历史上第一部量产全画幅数码单镜头反光照相机。之前日本照相机企业宾得曾经于2000年推出数码全画幅原型机MZ-D（或称作MR-52），但并未量产，至2016年，宾得才推出第一款全画幅数码单反机型K-1。
全画幅规格以外，数码单镜头反光照相机多使用APS-C或Four Thirds规格的CCD或CMOS成像。
虽然Contax N Digital使得数码单反上使用了全画幅成像元件，但由于高昂的价格，使得市场对此反应平淡。